# Ciutat
|  | Per a altres significats, vegeu «Ciutat (desambiguació)». |

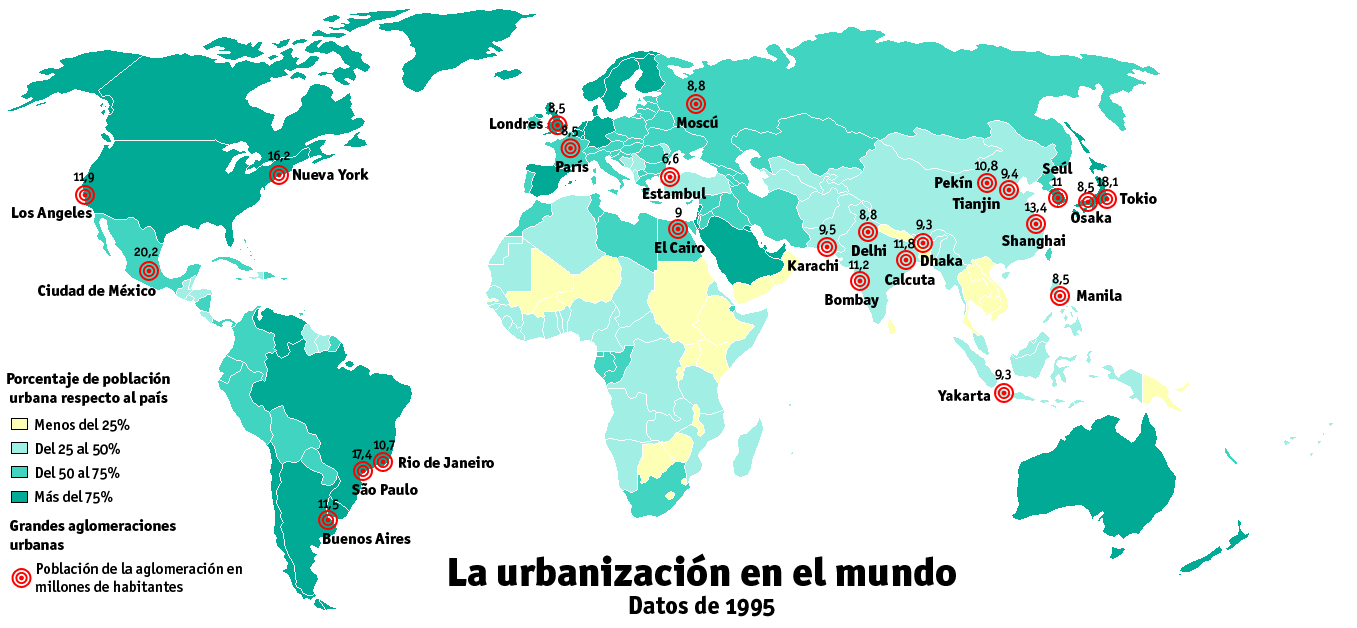
Urbanització mundial cap a 1995

Una ciutat és una població gran amb alta densitat de població, normalment amb predomini del sector terciari i menys del 25% de la població que treballa a l'agricultura. Per a la definició de ciutat es tenen en compte els criteris de població, densitat de població o estatus legal, tot i que aquests criteris poden variar entre països.
L'urbanisme és la disciplina que s'ocupa del seu estudi, dins la geografia. La sociologia la considera un organisme viu o una xarxa de relacions humanes i serveis. La tendència demogràfica actual és el creixement progressiu de les ciutats i la reducció dels petits pobles.

## Distinció entre ciutat i altres poblacions

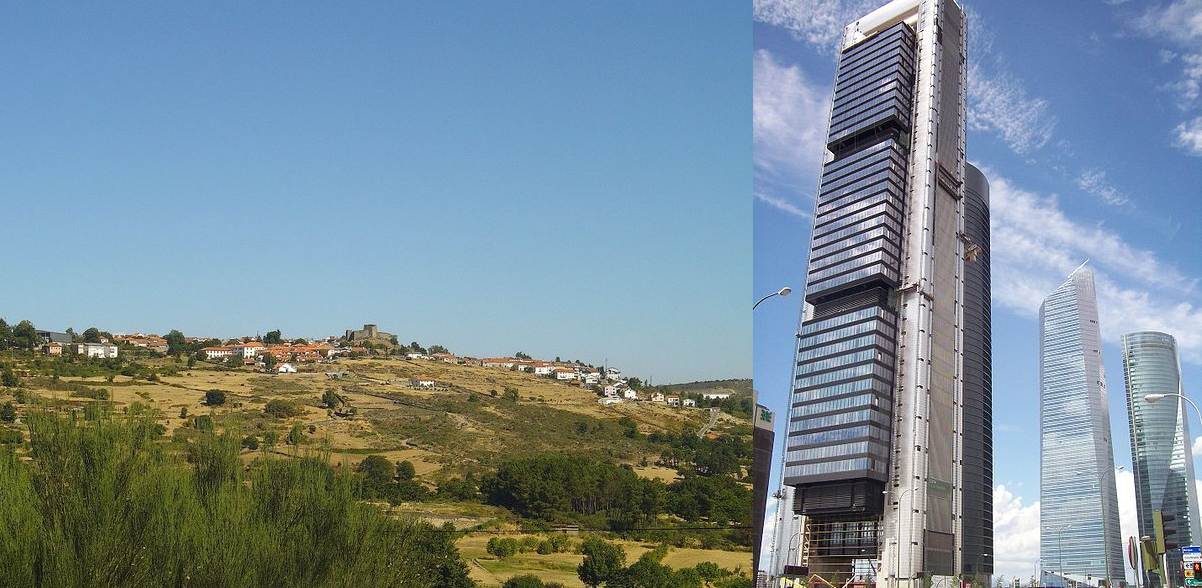
La diferent concepció de ciutat: Trancoso, Portugal (esquerra) és ciutat des del 2004 amb 10.889 hab., Madrid, (dreta) és oficialment una vila amb 3.213.271 hab.

La diferència entre ciutat i altres formes de denominar les poblacions varia a les diferents parts del món. Als Països Catalans diferenciem entre poble, vila i ciutat. Conceptes similars trobem en altres llengües. En gallec trobem els mots aldea, vila i cidade; en portuguès: aldeia, vila, cidade; en castellà: pueblo, villa, ciudad; en anglès: village, town, city. La diferència entre vila i ciutat, però, no la trobem en algunes llengües, les quals només diferencien entre poble i ciutat, com ara en francès: village, ville; en italià: villaggio, città; en alemany: dorf, stadt; en neerlandès: dorp, stad; en suec: by, stad; o en danès/noruec: landsby, by.
Ara bé, la definició de cadascun d'aquests termes i la consideració de ciutat en particular s'atribueix per raons diverses. Els principals criteris que estableixen la condició de ciutat radiquen en factors com la població, la densitat de població, l'estructura econòmica de la mateixa o la concessió per part d'un ens superior en determinat moment històric.
El criteri del nombre d'habitants, per exemple, varia en funció de l'època, la zona i les escoles o tendències. A més, les fronteres difuses entre la ciutat i la seva àrea d'influència (metropolitana) dificulten a vegades precisar quants habitants reals té, cosa que també succeeix en casos com les ciutats dormitori o d'estiueig, que són nuclis de població en els quals varia molt el nombre dels seus habitants en funció del moment del dia o de l'any. Al fet de la població, avui dia es té en consideració, també, el fet que en una ciutat menys del 25% de la població treballi en el sector primari.
En l'organització política del territori, en les quals els diversos nuclis de població tenien diferents privilegis, el títol de ciutat se li donava a alguns d'ells i els atorgava majors preferències que a les viles. En el mateix sentit que les viles, que solien obeir al fur comú atorgat pel rei (usualment era el seu fundador), al contrari dels pobles o llogarets (nuclis de població sota la jurisdicció d'un Senyor), l'estatut de ciutat era el reconeixement d'algun fet singular en el qual la població havia participat activament. Per exemple, en el concepte religiós, tant en l'alta edat mitjana com en altres períodes com el Renaixement i anteriorment al segle xii, només era ciutat aquella població que dintre de les seves muralles tingués una catedral o un arquebisbat.
El Diccionari de l'Acadèmia Francesa (Dictionnaire de l'Académie française), des de l'edició de 1694 fins a la de 1835, va definir a la ciutat com "la reunió de moltes cases organitzades en carrers i tancades dintre d'un recinte comú que sol ser de murs i fosses". El Diccionari de la Llengua Espanyola (de la RAE) defineix a la ciutat com un "conjunt d'edificis i carrers, regits per un ajuntament, la població densa del qual i nombrosa es dedica comunament a activitats no agrícoles." El Diccionari de la llengua Catalana de l'IEC defineix ciutat com "població gran que té més preeminències que una vila".

### Països Catalans
El títol de ciutat es concedia, al nostre país, per motius històrics, i per nomenament reial (o, en els breus períodes republicans, del President de la República), a les viles que havien augmentat notablement de població, esdevenint una urbs de nivell considerable, o que havien passat a tenir una importància més gran en el territori que les envoltava, de vegades derivat del joc polític que havien desenvolupat. És, per tant, una concessió de gràcia com a reconeixement del seu pes específic al llarg, o en un moment determinat, de la història.
Tanmateix, en l'última remodelació de la Llei municipal vigent a Catalunya en l'actualitat, publicada al Diari Oficial de la Generalitat de Catalunya el 20 de maig del 2003 es va donar un tomb important al tema, despullant les intitulacions de vila i ciutat de tota mena de privilegis i concessions gracioses de l'autoritat vigent, i deixant en un títol que és opcional a partir d'uns mínims d'aplicació automàtica. En efecte, la llei esmentada aporta el següent: Article 34. Nom del municipi. 34.1 Els municipis poden anteposar al seu nom el títol de vila si tenen més de cinc mil habitants i el de ciutat si en tenen més de vint mil. L'adopció o la modificació del tractament ha d'ésser acordada per l'ajuntament, que n'ha de donar compte al Departament de Governació i Relacions Institucionals. 34.2 No obstant el que disposa l'apartat 1, els municipis mantenen els títols i els honors que els hagin estat reconeguts.

### Resta del món

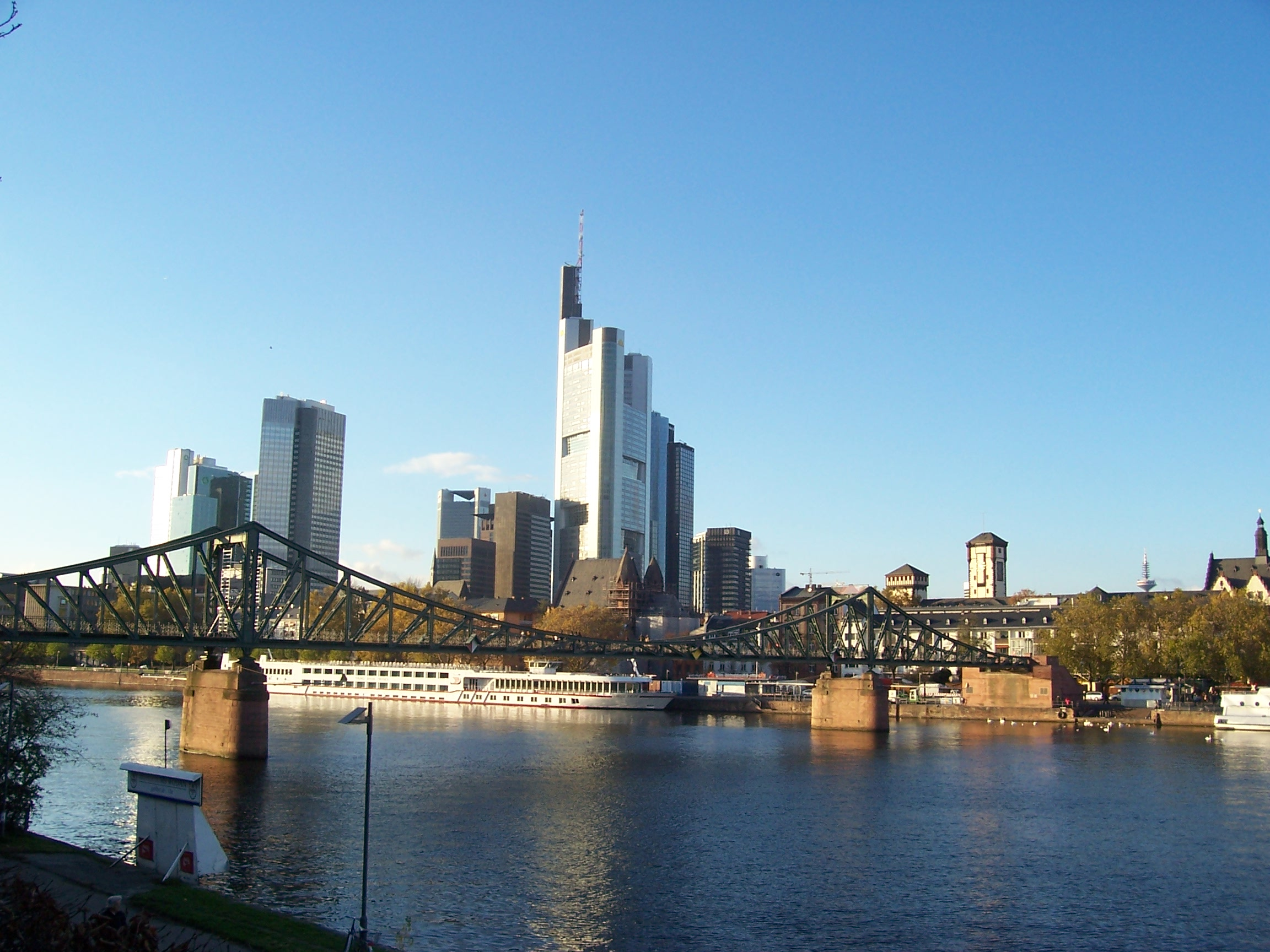
Frankfurt del Main

A Alemanya els dos conceptes de vila i ciutat s'anomenen Stadt, mentre que una ciutat de més de 100.000 habitants rep el nom de Großstadt (gran ciutat). Pel que fa a les viles, la majoria són comunitats que pertanyen a un Landkreis (comtat o districte rural), però algunes ciutats, normalment de més de 50.000 habitants, són comtats per elles mateixes (kreisfreie Städte). Les ciutats més grans del país són Berlín, Hamburg i Múnic, però les àrees urbanes més grans estan a la zona del Rin-Ruhr amb ciutats com Dortmund i Essen.
A Austràlia el concepte "ciutat" (city) es refereix, en sentit ampli, a una vila (town) prou gran. Però també, en un sentit més estricte, sovint es refereix al districte cèntric de negocis de la ciutat. Així es parla de City of South Perth com una àrea local, que pertany a una ciutat més gran, en aquest cas Perth. Els habitants d'aquesta ciutat parlen "d'anar a la ciutat" com a sinònim d'anar al centre de negocis de Perth. Aquesta definició és comuna a altres països anglosaxons, com quan es parla de la Ciutat de Londres (City of London), com el centre financer d'aquesta. Les ciutats més grans d'Austràlia són Sydney, Melbourne, Brisbane, Perth i Adelaida.

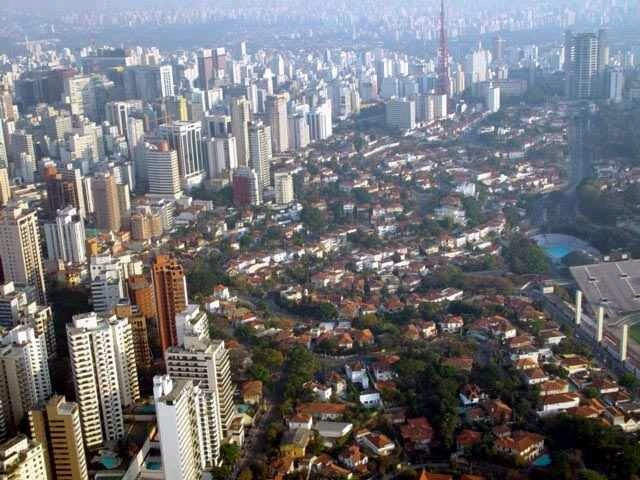
Barri de Pacaembu a São Paulo (Brasil)

El Brasil és dividit en estats i per sota en municipis (municípios). La llei brasilera defineix ciutat (cidade) com l'assentament urbà d'un municipi, i no diferencia entre ciutat i vila. Així podem trobar ciutats semirurals amb escassa població. Com el municipi i la ciutat normalment tenen el mateix nom, normalment aquestes dues accepcions són intercanviables, encara que tècnicament no sigui el mateix. En aquest país la ciutat de Brasília té un estatut especial (és una ciutat estat). Les majors ciutats del Brasil són, per població, São Paulo i Rio de Janeiro.
Al Canadà l'estatut de ciutat és donat individualment per les províncies i territoris del país. Els criteris varien de zona a zona. A la Colúmbia Britànica i Saskatchewan les ciutats són llocs amb una població superior als 5.000 habitants, però a Alberta el requeriment és de 10.000. Ontario de vegades confereix l'estatut de ciutat a algunes àrees rurals, mentre que a Nova Escòcia el títol de ciutat ha estat abolit. Al Quebec s'utilitzava el terme cité diferenciat de ville (ambdós amb el significat de ciutat, però el primer més poètic o arcaic), però aquesta diferenciació fou abolida a la fi dels anys 1990.
A Espanya la diferenciació entre ciutat i vila no guarda cap relació amb la grandària o importància de l'entitat, ni hi ha una jerarquia entre ambdues categories. Per exemple, Madrid no és ciutat, ja que no ha estat mai designada com a tal, i continua tenint el títol de vila: villa, en castellà.

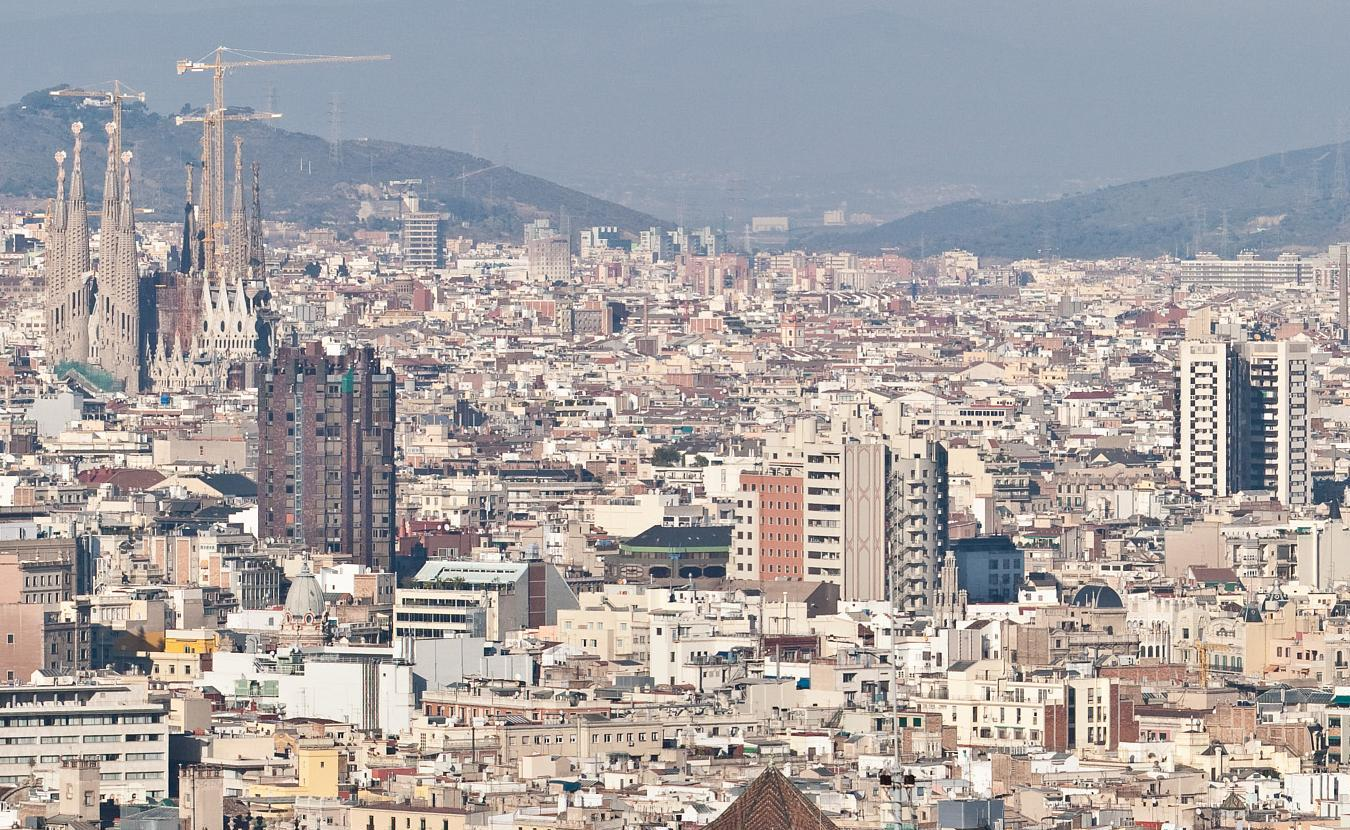
Barcelona.

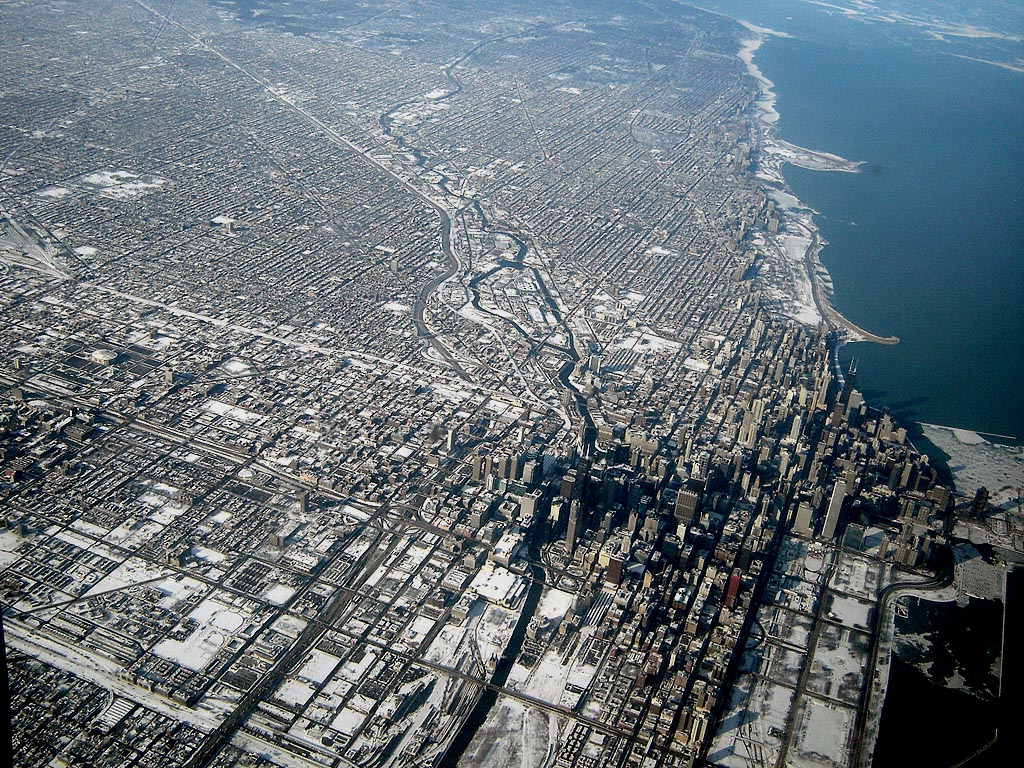
Vista aèria de la ciutat de Chicago.

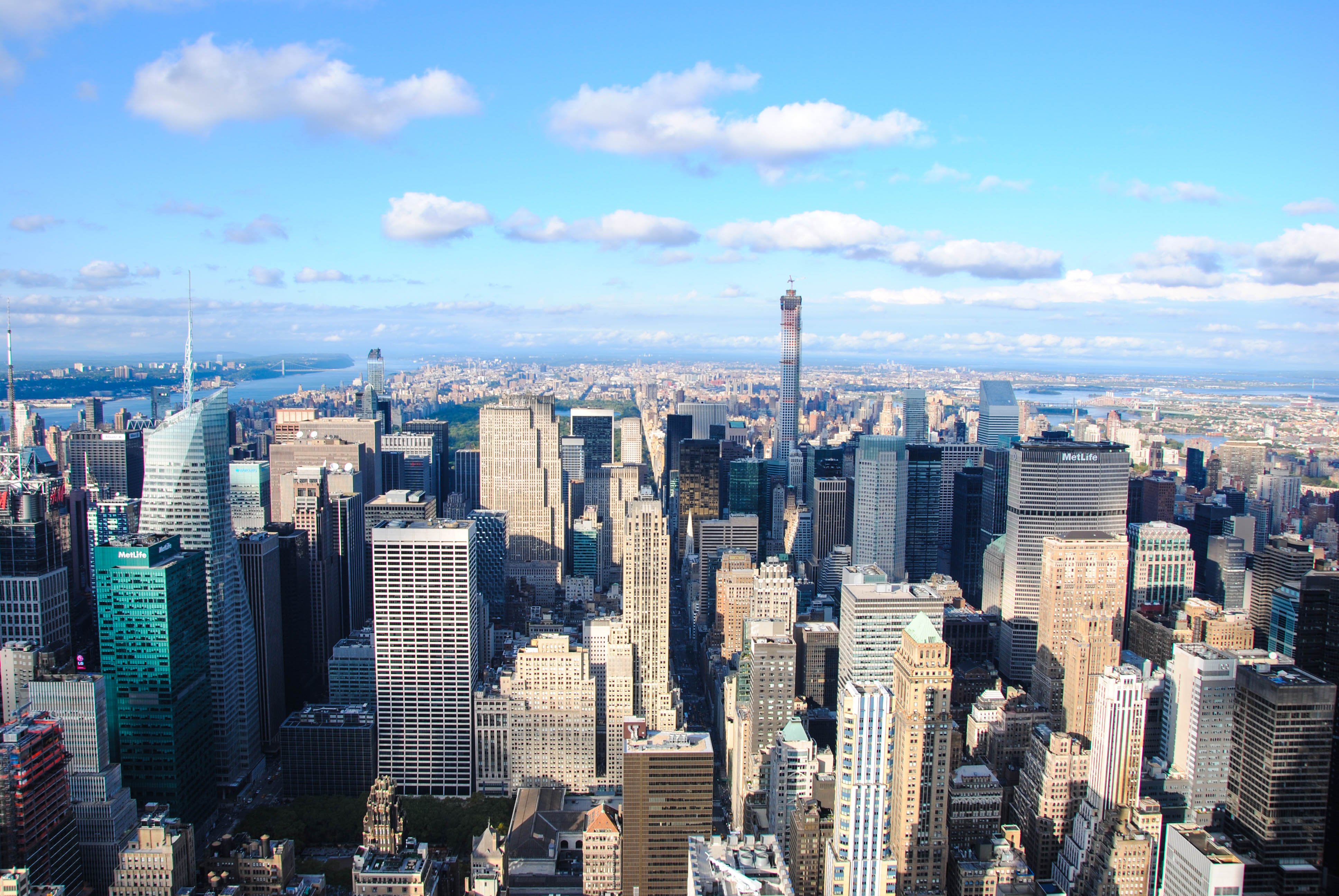
Nova York, una de les ciutats més influents en l'economia mundial

Als Estats Units la definició de ciutat (city i també town, village, township, etc.) depèn de les lleis de cadascun dels estats, per aquest motiu les diferents definicions canvien molt segons cada lloc. Així es poden trobar viles (town) molt grans, com Hempstead, Nova York, amb 755.785 habitants el 2004, i ciutats (city) molt petites, com Lake Angelus, Michigan, amb 326 habitants el 2000. La ciutat més petita del país és Maza, Dakota del Nord, amb només 5 habitants.
Califòrnia té tant viles com ciutats, però els dos termes (town i city) són considerats sinònims.
A Illinois, les ciutats han de tenir un mínim de 2.501 habitants. A Nebraska han de tenir un mínim de 800 residents (amb més de 5.000 residents es considera ciutat de primera classe, mentre que de 800 a 5.000 de segona classe). En canvi a Idaho, Oregon, Kansas, Kentucky, Dakota del Nord, Minnesota, i Iowa, tots els municipis que s'incorporen reben el títol de ciutat. A Ohio, un municipi esdevé automàticament ciutat si té 5.000 residents, comptats en un cens federal, però torna a esdevenir poble si la població cau per sota d'aquesta xifra.
Als estats de Nova Anglaterra, l'estatut de ciutat és donat pel govern i no per la població. A Virgínia, tots els municipis incorporats designats ciutats esdevenen independents dels comtats del voltant o adjacents, mentre que una vila incorporada roman part d'un comtat adjacent. Aquesta distinció es basa en la població, tot i que algunes ciutats de vegades tenen menys habitants que una vila. Per exemple, la ciutat menor, Norton té 3.904 habitants pels 39.573 de la vila Blacksburg. A Pennsilvània qualsevol municipi amb més de 10 persones pot esdevenir un borough. Qualsevol township o borough amb població de 10.000 pot demanar a l'estat esdevenir ciutat.
Les ciutats més grans dels Estats Units són Nova York, Los Angeles, Chicago, i Houston.
A Itàlia la ciutat es tradueix com città, nom derivat del Llatí civitas. L'estatut de ciutat és garantit pel President de la República, per mitjà d'un Decret Llei Presidencial. Les ciutats més grans i importants són Roma, Milà, Nàpols i Tori.
A Nova Zelanda, d'acord amb l'Agència d'Estadístiques Governamental del país, una ciutat ha de tenir un mínim de 50.000 habitants i tenir un caire predominantment urbà, essent una entitat diferent i amb major activitat dins la seva regió.

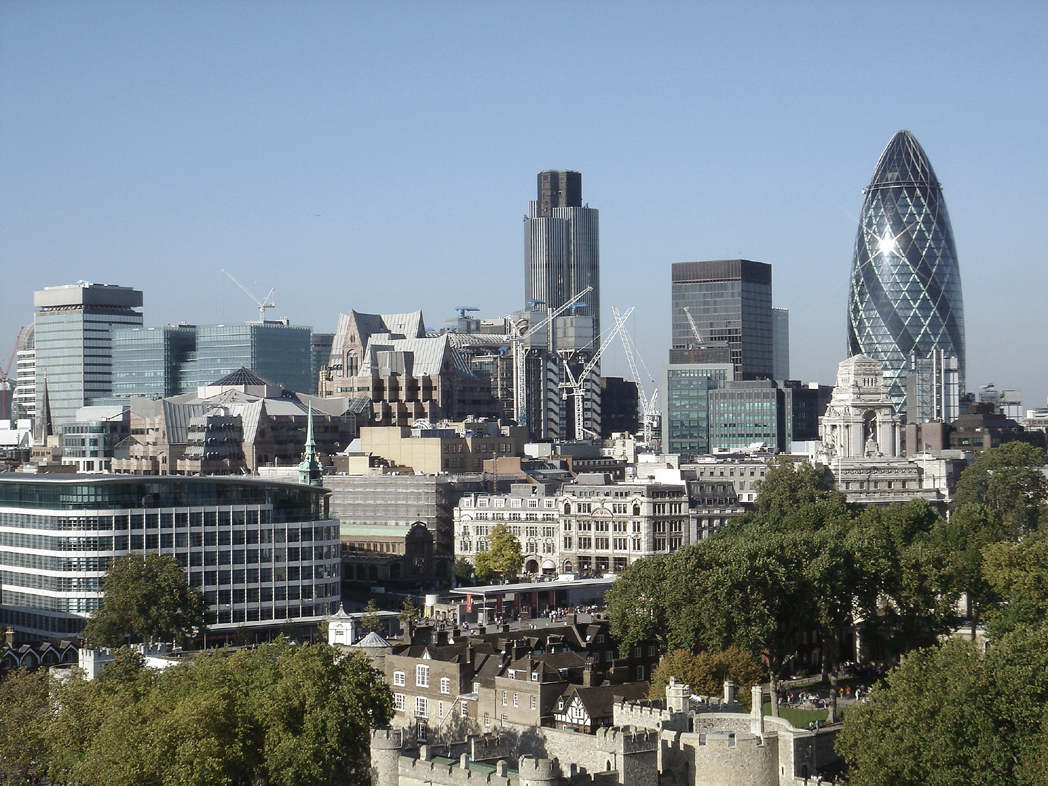
Ciutat de Londres, Regne Unit

Al Regne Unit compten amb dos termes: city, per oposició al més genèric town. Només són city els nuclis que tenen aquest títol per virtut d'un decret reial, com a Catalunya. A l'edat mitjana una població emmurallada que estava sota la dependència directa del rei o, per exemple, on hi havia una catedral podia rebre aquest nom, sempre a partir del preceptiu nomenament reial. Així, a la petita ciutat de Ripon li fou concedit l'estatut de ciutat el 1836 coincidint amb la creació de la Diòcesi de Ripon. En altres indrets es considera la ciutat el nucli d'influència d'altres poblacions (els suburbis) o la seu d'institucions polítiques.
Preston ha estat la darrera ciutat anglesa, l'any 2002, coincidint amb el jubileu de la Reina, títol atorgat també a Newport a Gal·les, Stirling a Escòcia, i Lisburn i Newry a Irlanda del Nord. En canvi, viles com Reading, Northampton, Swindon i Milton Keynes, totes amb una població entre 170.000 i 215.000 habitants, encara no són reconegudes ciutats.
Al Regne Unit les cinc majors ciutats són: Londres, Birmingham, Leeds, Manchester i Glasgow.

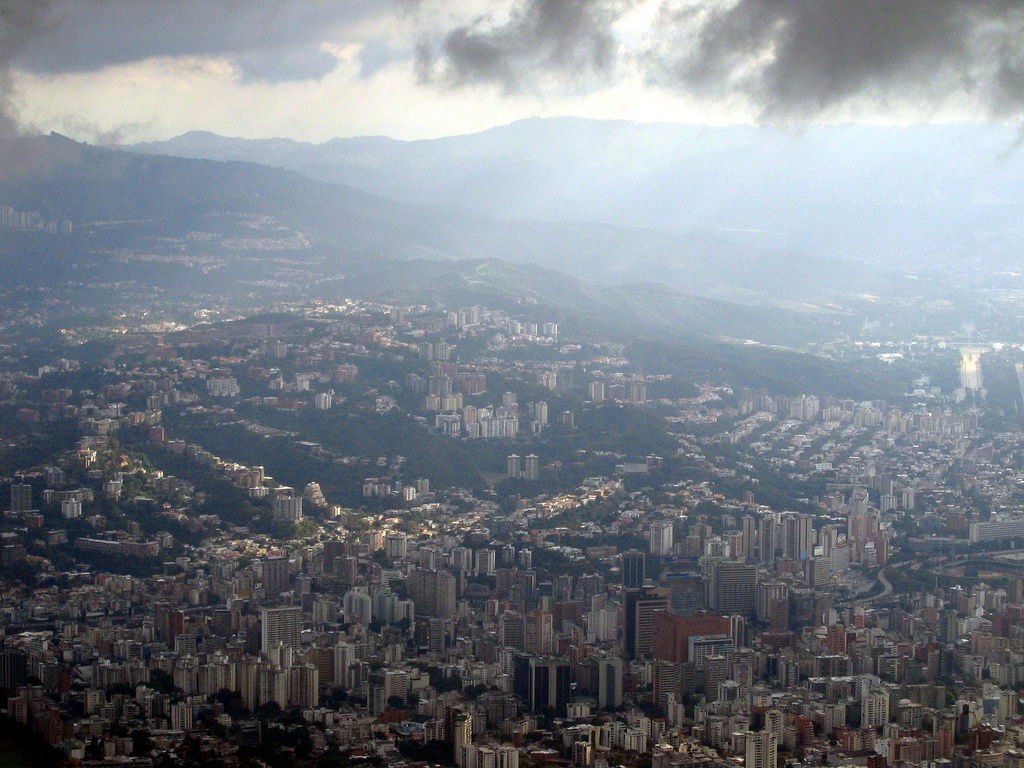
Vista de Caracas

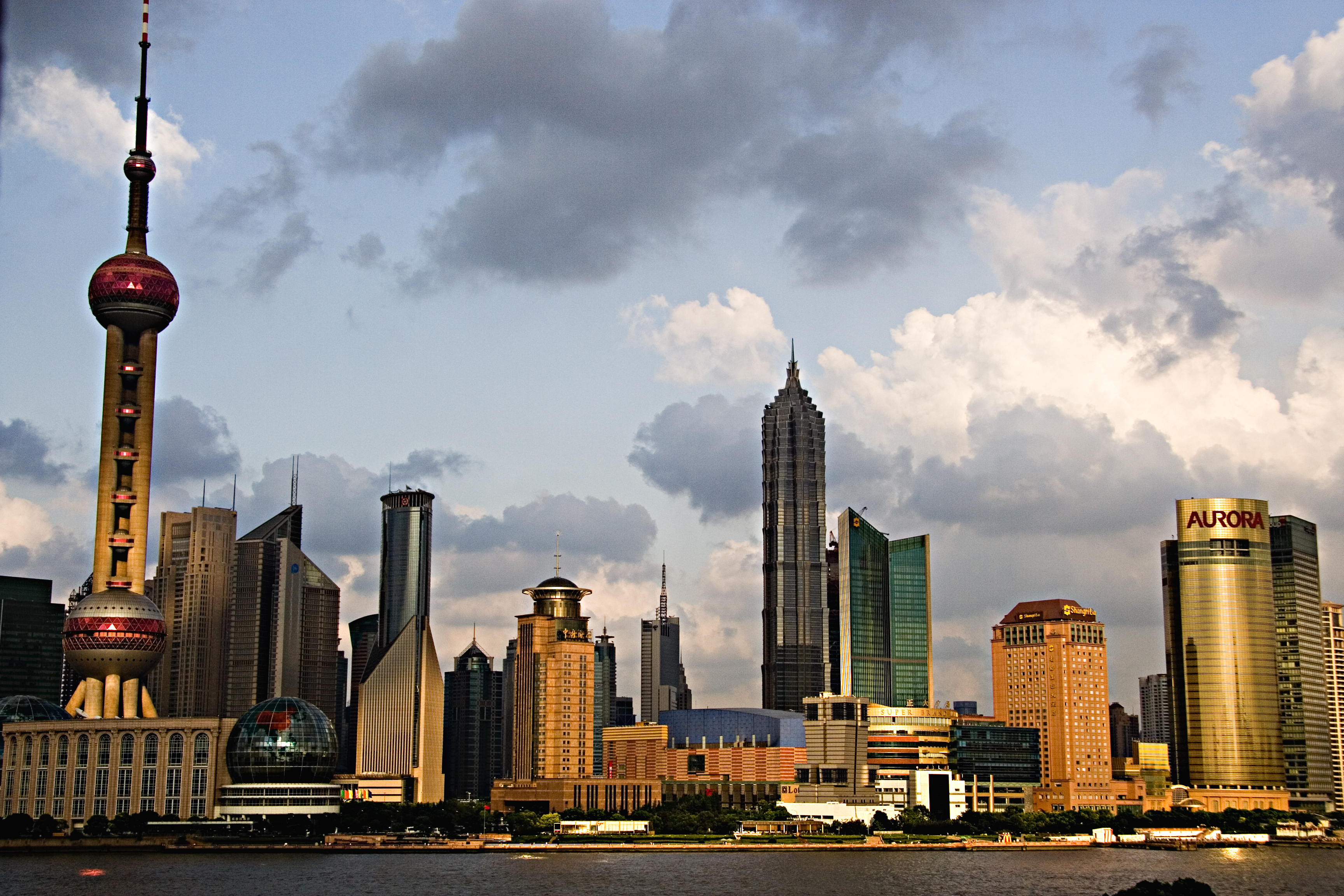
Vista de la ciutat xinesa de Shanghai

A Veneçuela i Xile els Departaments d'Estadístiques Nacionals defineixen la ciutat com aquella entitat urbana que té més de 5.000 habitants.
A la Xina existeix una definició formal proporcionada pel govern xinès. Segons aquest, es pot definir ciutat com una àrea urbana de més de 100.000 habitants de població no dedicada a l'agricultura. Segons la quantitat de població no dedicada a l'agricultura divideixen les ciutats en petites (de 100 a 200 mil), mitjana (de 200 a 500 mil), gran de (500 mil a 1 milió) i extragran per a poblacions de més d'un milió d'habitants no dedicats a l'agricultura. L'any 1998 hi havia 668 ciutats a la Xina, la més gran població urbana del món, tot i que la major part de la població del país encara viu en assentaments rurals. Les ciutats més grans de la Xina són: Shanghai, Pequín, Guangzhou, Shenzhen o Chongqing.

## Història de les ciutats

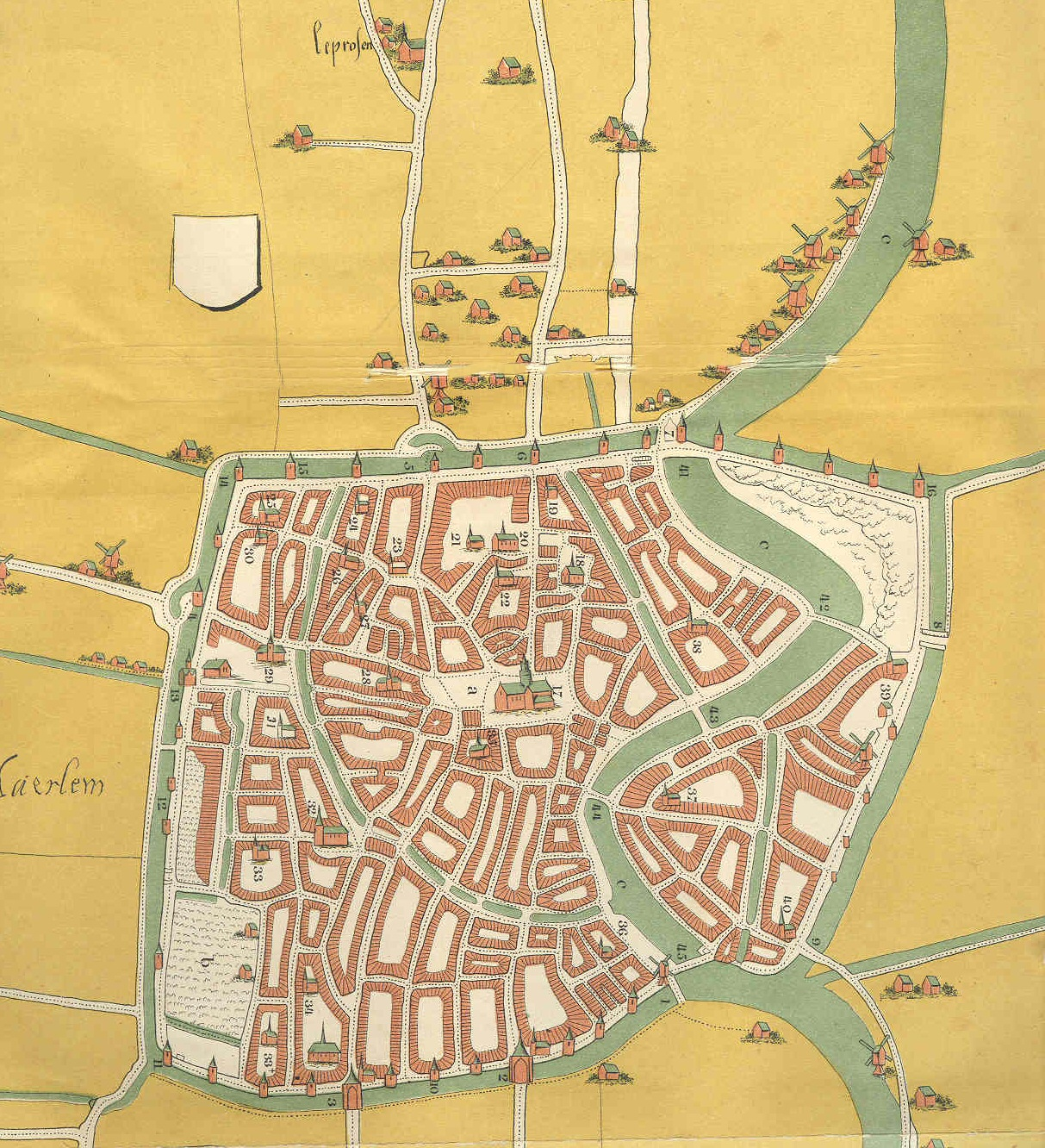
Mapa de Haarlem (Països Baixos) al voltant del 1550. La ciutat és completament envoltada per una muralla i un canal defensiu

La història de les ciutats del món és llarga, i ha anat lligada al procés d'aparició dels primers assentaments humans. Les primeres ciutats haurien sorgit de quinze a cinc mil anys enrere, com assentaments permanents poc complexos. Aquestes podrien haver sorgit com una plaça central pensada per l'intercanvi entre els membres d'una comunitat que vivien en les proximitats. Així, les primeres ciutats veritables són considerades aquells grans assentaments permanents on els seus habitants ja no eren els simples amos de les àrees properes a l'assentament, sinó que van passar a treballar en ocupacions més especialitzades en la ciutat, on el comerç, la provisió d'aliments i el poder van ser centralitzats. Aquestes noves societats sedentàries van anar lligades al concepte de civilització.
L'any 1950 Gordon Childe intentà definir una ciutat històrica basant-se en deu mètriques generals. Aquestes són:
1. Mida i densitat de població per damunt de l'habitual.
2. Diferenciació i especialització de la població. No tots els residents s'encarreguen d'obtenir el seu menjar.
3. Pagament d'impostos a un Déu o a un rei.
4. Edificis públics monumentals.
5. Aquells qui no produeixen el seu menjar tenen el suport reial.
6. Sistemes de registre i ciència pràctica.
7. Un sistema d'escriptura.
8. Desenvolupament d'art simbòlic.
9. Comerç i importació de matèries primeres.
10. Artesans especialistes.

### Edat antiga

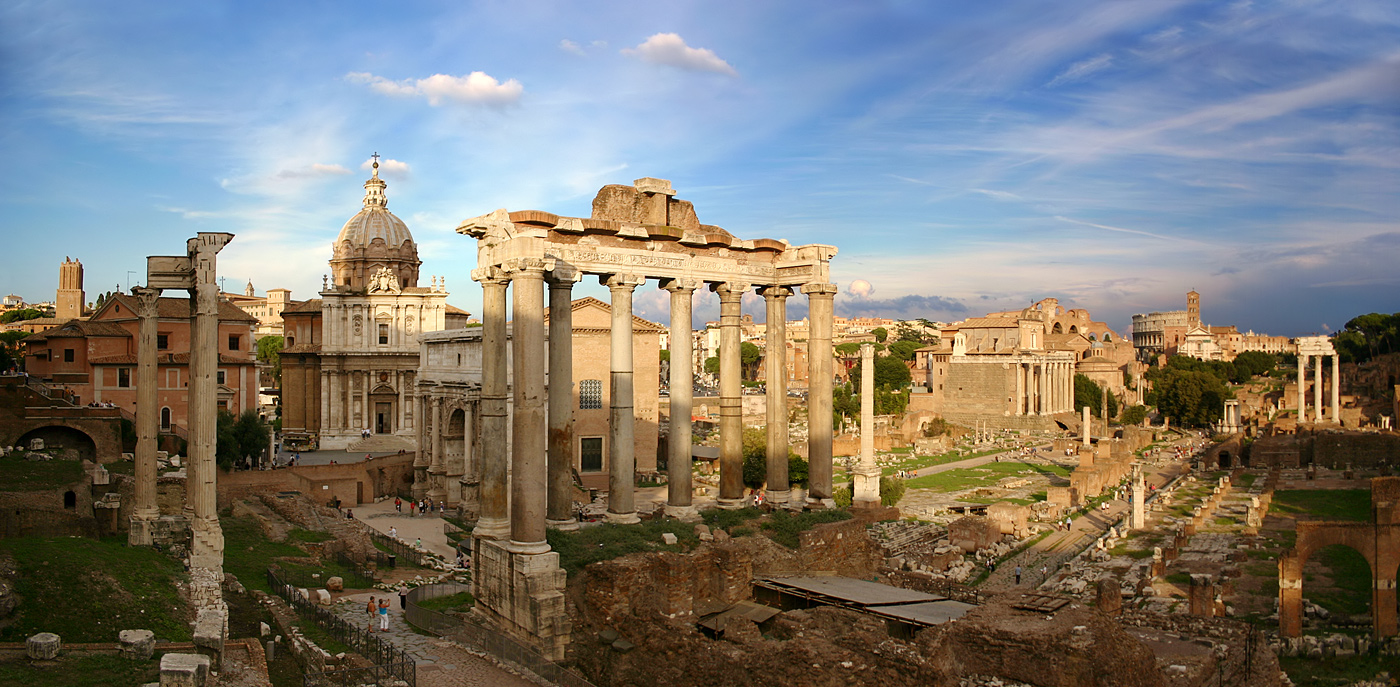
Roma, la ciutat més gran de l'edat antiga

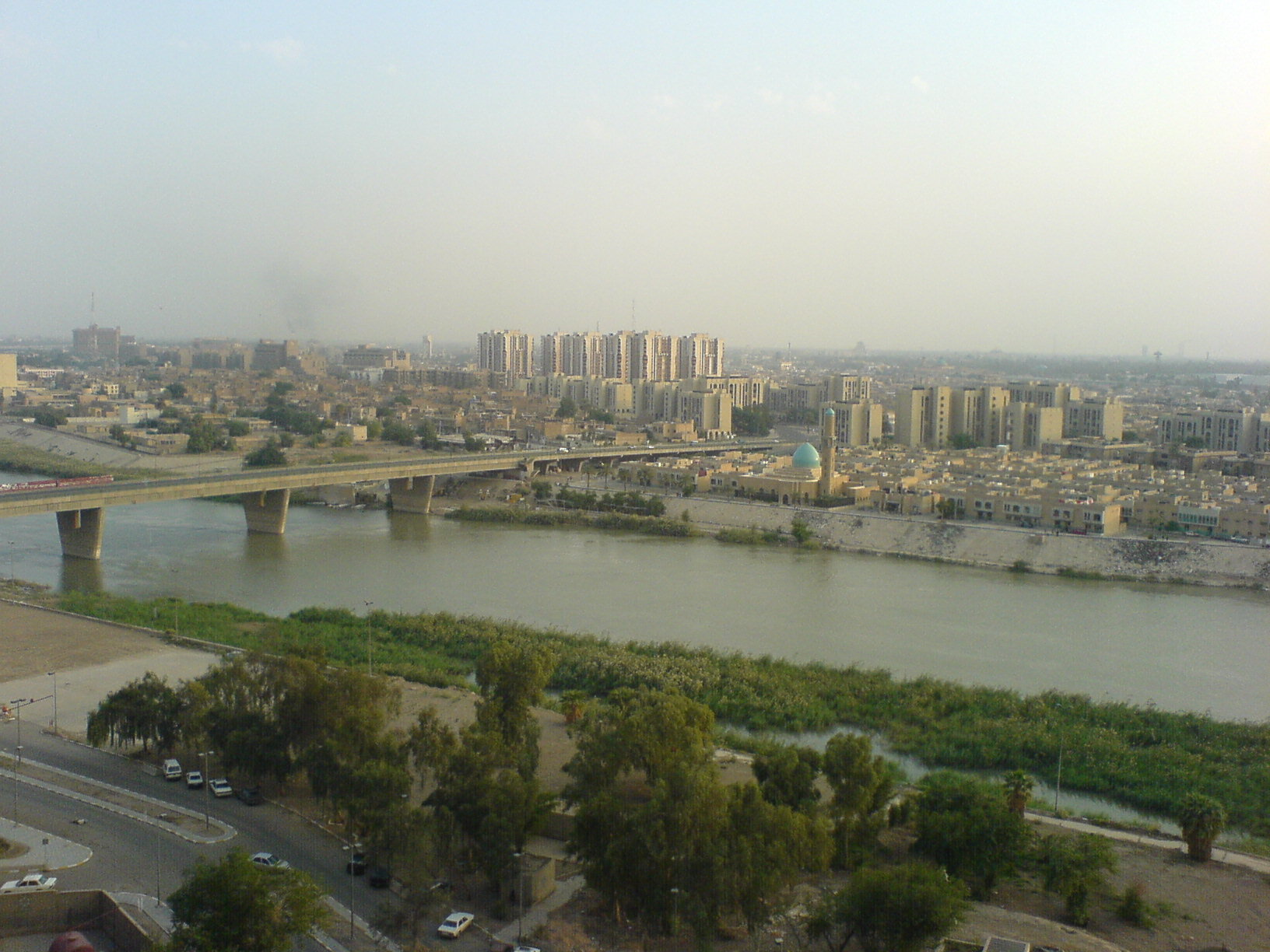
Bagdad fou la ciutat més gran de l'edat mitjana

Les ciutats es desenvoluparen en diverses regions del planeta. A l'època neolítica hi va haver assentaments que rarament van arribar alguna grandària significativa, encara que hi ha casos excepcionals com Jericó, Çatal Höyük i Mehrgarh. No obstant això, es considera Mesopotàmia el lloc on aparegueren les primeres ciutats, particularment Eridu, Uruk, i Ur. També hi ha altres zones on les ciutats aparegueren ja en èpoques molt antigues, com l'antic Egipte, la vall de l'Indus o la Xina.
Mohenjo-daro (a l'actual Pakistan), existí entre el 2600 aC i el 1900 aC, i fou una de les ciutats més grans de l'època amb una població estimada de 40.000 habitants o més. Mohenjo-daro i Harappa, ambdues ciutats de la vall de l'Indus, foren les primeres ciutats a usar plans d'urbanisme, drenatge, dipòsits d'evacuació, sistemes de sanejament o clavegueram.
També a l'Amèrica antiga es desenvoluparen les ciutats de forma independent a la resta de planeta. Mesoamèrica va veure el desenvolupament de les primeres formes d'urbanisme a través de cultures com la civilització maia, Zapoteca a Oaxaca, i Teotihuacan al centre de Mèxic. Posteriorment, altres cultures com l'asteca es beneficiaren d'aquestes primeres tradicions urbanes. Als Andes els primers centres urbans foren desenvolupats per les cultures chavín i mochica, seguits per altres com les de les cultures huari, chimú i inca.
El creixement de la població a les antigues civilitzacions, la formació dels primers imperis antics, que concentraren el poder polític, i el creixement del comerç donà com a resultat l'aparició de les primeres grans ciutats, capitals i centres del comerç i la indústria. Entre elles podem destacar Memfis i Tebes a Egipte, Cnossos a Creta i Atenes a la Grècia clàssica, Babilònia i Nínive a Mesopotàmia, Susa a Pèrsia, Roma a Itàlia, Cartago al nord d'Àfrica, Antioquia de l'Orontes i Alexandria al període hel·lenístic, Pataliputra (a l'actual Índia), Chang'an (a l'actual República Popular de la Xina) o Constantinoble (actual Istanbul).
Keith Hopkins estima per l'antiga Roma una població al voltant d'un milió d'habitants cap al final del primer segle abans de Crist. Alexandria també tingué una població propera a la romana durant el mateix període històric. L'historiador Rostovtzeff estima una població total propera al milió d'habitants. Mentre que David Kessler i Peter Temin consideren que l'antiga Roma fou la ciutat més gran de la història fins a la Revolució Industrial del Londres del segle xix, George Modelski considera que Bagdad, ja a l'edat mitjana (segle viii), va tenir un pic estimat de 1.2 milions d'habitants. Altres estimen que Bagdad podria haver arribat als dos milions al segle ix.

### Edat mitjana

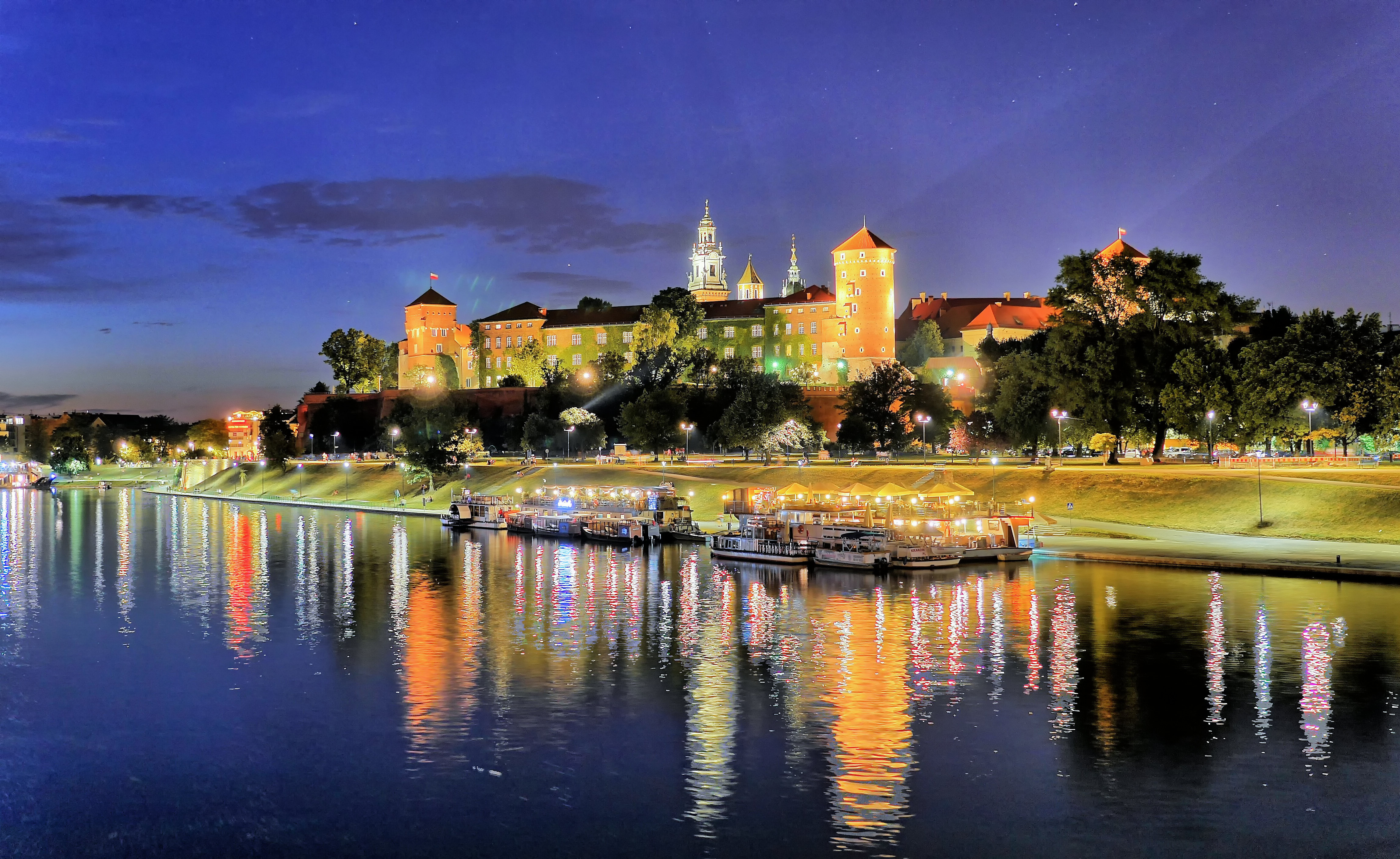
Cracòvia, una ciutat fundada abans del, més tard la capital medieval de Polònia

Durant l'edat mitjana a Europa, una ciutat era tant una entitat politicoadministrativa com una agrupació de cases. Els drets de ciutat atorgats pel senyor feudal diferien d'una ciutat a l'altra. En la baixa edat mitjana i al Renaixement, una ciutat era una població que no tenia les obligacions rurals i no pertanyia a un senyor, i era regida directament pel rei. Als Països catalans tenia el privilegi d'enviar representants a corts (per exemple a les Corts Catalanes i Valencianes) i tenia els seus propis furs.

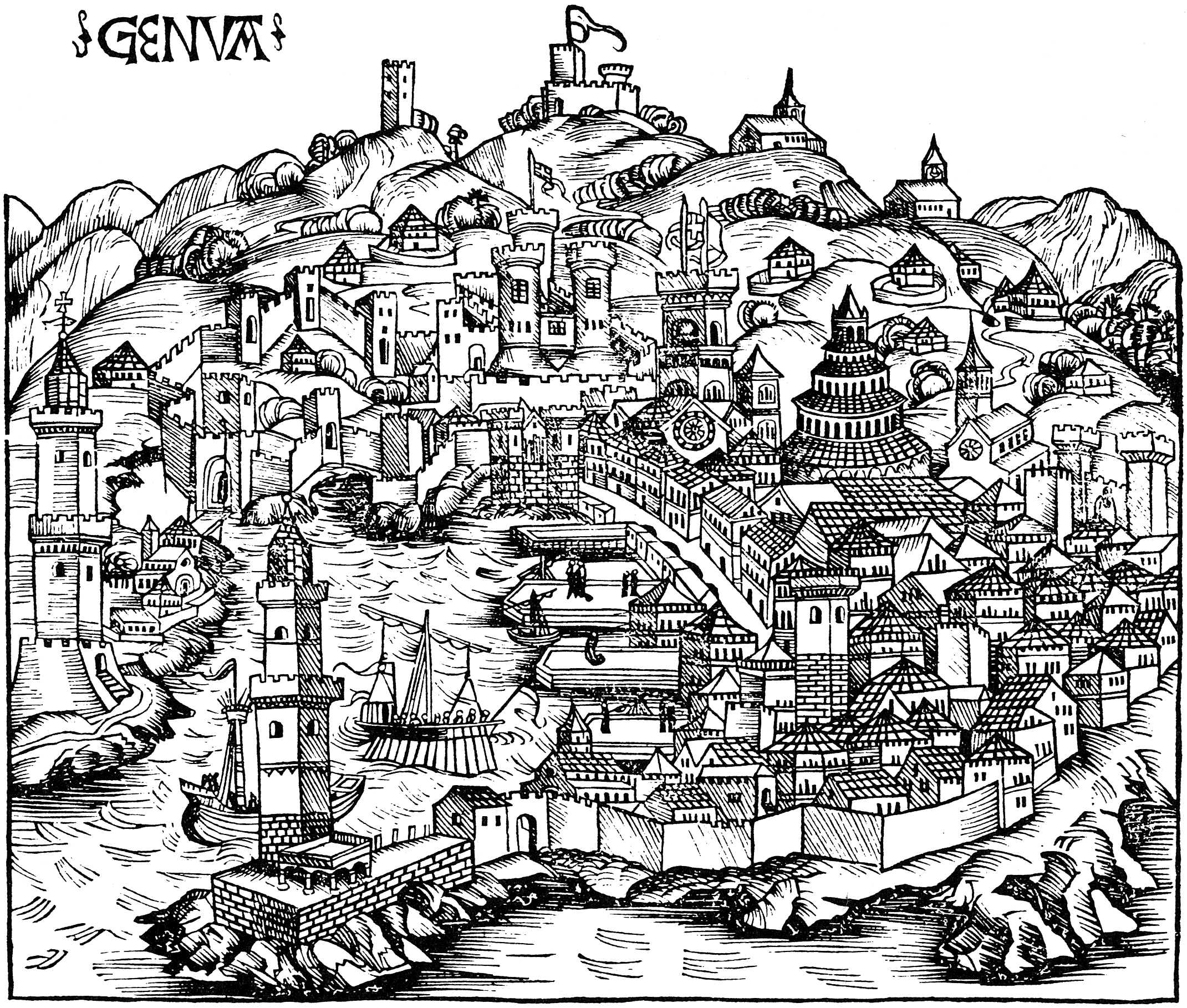
Gènova el 1493

Algunes ciutats, excepcionalment, com ara Venècia, Gènova, Hamburg o Lübeck, es van convertir en ciutats estats poderoses, que prenien de vegades el control de les terres pròximes o establien extensos imperis marítims. Tal fenomen no es va limitar solament a Europa, sinó que es van donar casos com el de Sakai, que posseïa un considerable grau d'autonomia al Japó medieval.
Les ciutats més importants d'aquest període foren diverses. Constantinoble i Ctesifont destacaren els primers segles de l'edat mitjana, com a capitals dels dos grans imperis del moment, l'Imperi Romà d'Orient i l'Imperi Persa. El relleu fou recollit pel món àrab amb la ciutat de Bagdad, amb més d'un milió d'habitants segons algunes fonts (com s'ha esmentat anteriorment), seguit més tard per les ciutats de Còrdova, al voltant de l'any 1000, i el Caire a la darreria de l'època. A l'Europa cristiana es consideraven les ciutats més importants d'aquesta època Venècia, Rotterdam, Florència i Lisboa, les quals van créixer sota l'ombra dels seus ports i un important rol en l'intercanvi comercial. A la Xina destacaren les ciutats de Kaifeng o Hangzhou.

### Edat Moderna

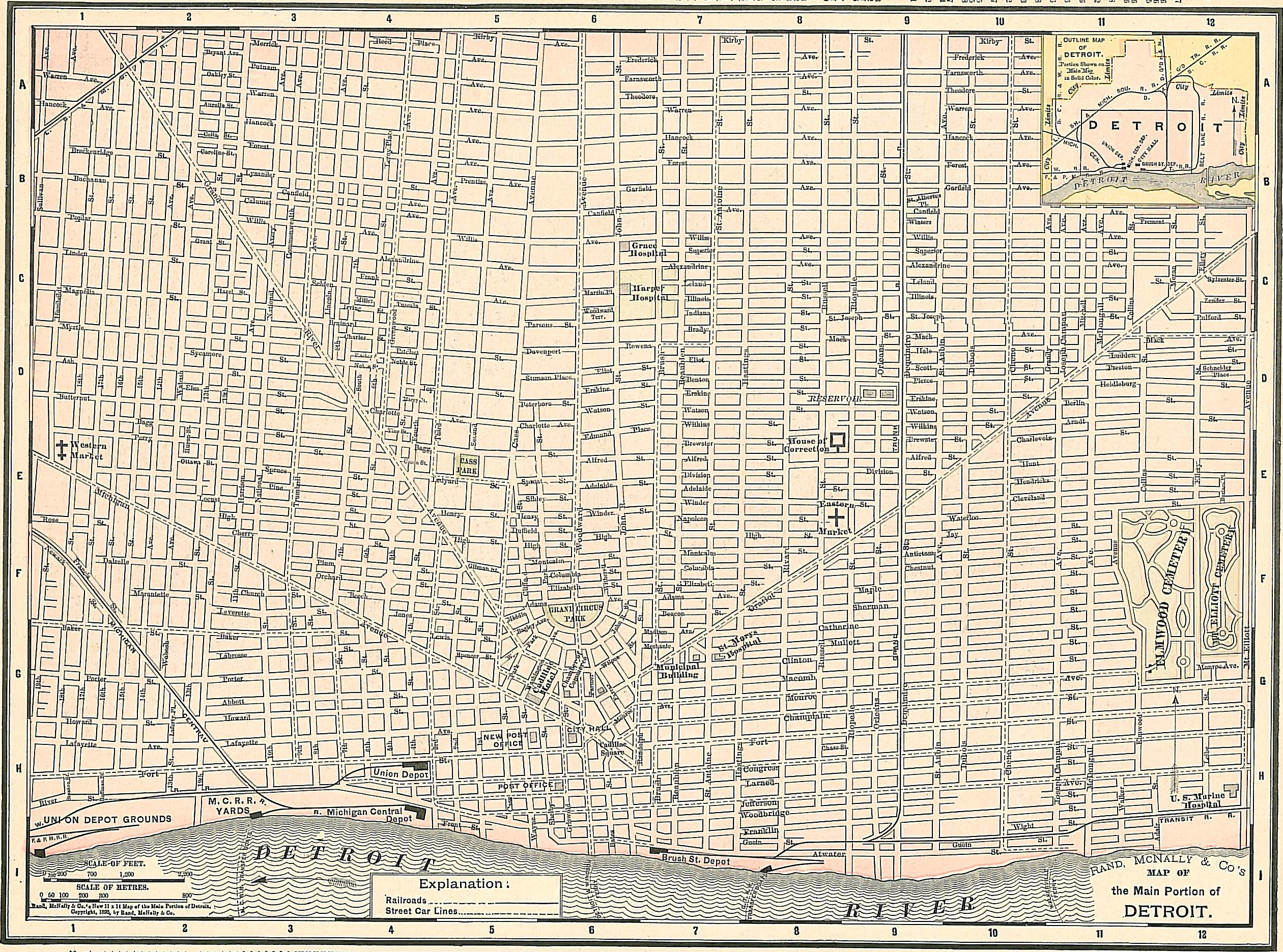
Mapa del centre de Detroit, Estats Units, 1895

A mesura que les ciutats estats situades als litorals del Mediterrani i del mar Bàltic començaven a desaparèixer a partir del segle xvi a causa de l'aparició dels grans estats absolutistes, les grans ciutats passaren a ser les grans capitals europees, les quals es van beneficiar de l'increment del comerç que va sorgir fruit del descobriment del Nou Món i l'establiment d'una economia transatlàntica.
Cap a la fi del segle xviii, Londres s'havia convertit en la ciutat més gran del món, amb una població que s'aproximava al milió d'habitants, amb París, Bagdad, Pequín, Istanbul i Kyoto com altres grans ciutats.

### Edat Industrial
Però no va ser fins a l'inici de la Revolució Industrial i el creixement de la indústria moderna, a la fi del segle xviii, que l'urbanisme començà a estendre's de forma definitiva. Començaren a sorgir noves grans ciutats, primerament a Europa, i després en altres regions com Amèrica, a mesura que les noves oportunitats generades en les ciutats provocaren que un gran nombre d'emigrants de comunitats rurals s'instal·lessin en àrees urbanes. La Gran Depressió dels anys 30 provocà un gran atur a les ciutats, principalment en aquelles que tenien com a base la indústria pesant. Malgrat tot el creixement de les ciutats ha continuat fins avui dia.
Durant el segle xix la ciutat més poblada del planeta fou Londres, relleu que recollí Nova York a la primera meitat del segle xx. Els darrers anys, les ciutats que més han crescut han estat les d'Àsia (Tòquio, Seül, Mumbai, Delhi o Shanghai), Àfrica (Lagos) i Amèrica Llatina (Ciutat de Mèxic o São Paulo).

## Ciutats dels Països Catalans
Tot i que es té constància que Elx fou ciutat en època romana, no recuperà aquesta distinció fins al 1877. Seria, juntament amb les següents, la ciutat més antiga del nostre àmbit.
En època romanovisigòtica eren considerades ciutats les seus dels bisbats: Barcelona, Elna, Girona, Lleida, la Seu d'Urgell, Tarragona, Tortosa, València i Vic. De seguida, però, ja a l'edat mitjana s'afegiren a la llista de primer Balaguer, Manresa i Palma (anomenada Mallorca), més tard Xàtiva, i després Alacant i Oriola. Amb el pas dels temps, 80 viles més s'han anat afegint a la llista. La darrera, nomenada ciutat el 1986, ha estat Barberà del Vallès.
Al segle xvi eren reconegudes com a ciutat l'Alguer, Alcúdia de Mallorca, Solsona i Villena, tot i que aquesta darrera, dins de la Corona de Castella. Al xvii, s'hi sumaren Dénia, Gandia i Utiel, la darrera també dintre de la Corona de Castella. Al xviii, Cervera, Ciutadella, Eivissa, Fraga, Maó, Mataró, Reus, la Ràpita i Xixona.
Ja al xix, la llista s'incrementa notablement: Alcoi, Alzira, Badalona, Berga, les Borges Blanques, Castalla, Castelló de la Plana, Cullera, Elx, Felanitx, Figueres, Gandesa, Igualada, Inca, Llíria, Morella, Oliva, Perpinyà, Requena (dins del Regne de Castella), Roquetes, Sabadell, Sagunt, Sueca, Tàrrega, Terrassa, Tremp i Valls.
Finalment, al segle xx (al XXI encara no se n'ha anomenat cap), foren declarades ciutats Alaior, Albaida, Alcanar, Algemesí, Amposta, Artesa de Segre, Banyoles, Barberà del Vallès, Benicarló, la Bisbal d'Empordà, Borriana, Calella, Callosa de Segura, Carcaixent, Carlet, Cornellà de Llobregat, Elda, Granollers, l'Hospitalet de Llobregat, Llucmajor, Manacor, Manises, Mollerussa, Monòver, Montcada de l'Horta, Novelda, Olot, Ontinyent, Pedralba, Santa Coloma de Farners, Santa Coloma de Gramenet, Sant Feliu de Guíxols, Sant Feliu de Llobregat, Sant Vicenç dels Horts, Sóller, Tavernes de Valldigna, Torrevella, la Vall d'Uixó, la Vila Joiosa i Vila-real.
Consten a l'Enciclopèdia Catalana com a ciutats, tot i que no n'hem pogut verificar l'autenticitat, Peníscola i Vinaròs.

## Parts d'una ciutat

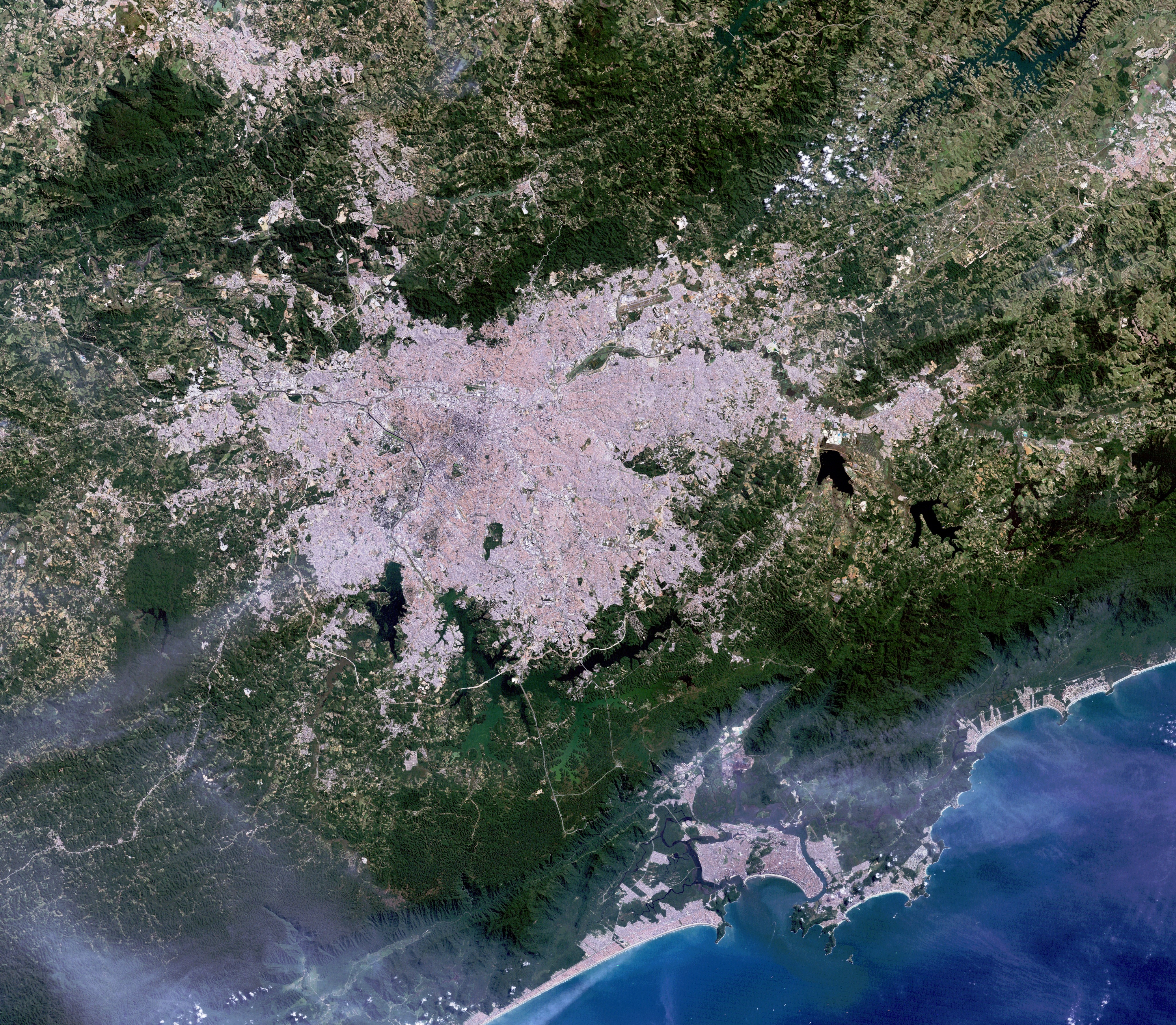
Vista de satèl·lit de la gran metròpoli de São Paulo, amb Santos a la costa.

Les ciutats antigues no es planificaven (a excepció de les romanes), i per això no totes consten dels mateixos elements (les primeres ciutats daten del 3500 aC). En general, però, una ciutat consta del nucli històric (origen de la ciutat), eixamples posteriors de diferents èpoques, zones residencials, zones industrials (usualment als afores) i centres socials, si bé algunes d'aquestes àrees poden superposar les seves funcions. Les diferents parts, que formen l'estructura urbana, estan connectades per un sistema de transport públic.

## Tipus de ciutat
No hi ha una llista completa dels tipus de ciutats, que varien molt en funció de la zona, però els principals són:
- ciutat administrativa: seu de les institucions polítiques, usualment és una capital "nova" que substitueix la població tradicional, com Brasília
- ciutat industrial: el sector secundari ocupa un lloc preeminent, com el cinturó de Barcelona o les ciutats alemanyes de la conca del Ruhr
- ciutat turística
- ciutat comercial
- ciutat universitària: té gran rotació de població, una universitat i vida social i cultural intensa
- ciutat residencial.

## Les ciutats més poblades
Al llarg de la història, diverses ciutats han estat les més poblades del món, actuant com a pols d'influència cultural i econòmica. La primera gran ciutat de la història va ser Memfis, a l'antic Egipte, que tenia més de 30.000 habitants el 3000 aC. La van succeir les ciutats babilònies d'Accad i Ur al segon mil·lenni aC (la segona va superar els 60.000 habitants). Chang'an, a la Xina, va superar per primer cop els 400.000 habitants al començament del segle ii, i durant segles va ser una de les urbs més importants del planeta. Roma actuava com a referent d'Occident, amb un creixement espectacular per la mateixa època. Amb la decadència de l'Imperi Romà va prendre força Constantinoble, la més poblada l'any 340. Bagdad va passar del milió de ciutadans al segle viii, en l'inici de l'era de la supremacia àrab (Còrdova va créixer fins al rang més alt l'any 935). Pequín va ser la ciutat més poblada de l'Edat moderna, fins que la revolució industrial va passar el relleu a Londres, al segle xix, primera ciutat a superar els 5 milions d'habitants. El segle xx és l'època de les grans àrees metropolitanes, entre les quals destaca Nova York (que va passar per primer cop dels 10 milions d'habitants) i Tòquio, amb el doble de població, que lidera el rànquing actual.

### Les 10 àrees metropolitanes més poblades actuals
| Pos. | Àrea metropolitana | País          | Població   | Àrea (km²) | Densitat de població (Hab./km²) |
| ---- | ------------------ | ------------- | ---------- | ---------- | ------------------------------- |
| 1    | Tòquio             | Japó          | 32.450.000 | 8.014      | 4.049                           |
| 2    | Seül               | Corea del Sud | 20.550.000 | 5.076      | 4.048                           |
| 3    | Ciutat de Mèxic    | Mèxic         | 20.450.000 | 7.346      | 2.784                           |
| 4    | Manila             | Filipines     | 20.072.218 | 3.629      | 5.531                           |
| 5    | Nova York          | Estats Units  | 19.750.000 | 17.884     | 1.104                           |
| 6    | Mumbai             | Índia         | 19.200.000 | 2.350      | 8.170                           |
| 7    | Jakarta            | Indonèsia     | 18.900.000 | 5.100      | 3.706                           |
| 8    | São Paulo          | Brasil        | 18.850.000 | 8.479      | 2.223                           |
| 9    | Delhi              | Índia         | 18.600.000 | 3.182      | 5.845                           |
| 10   | Osaka-Kobe-Kyoto   | Japó          | 17.375.000 | 6.930      | 2.507                           |

### Les 10 ciutats més poblades actuals

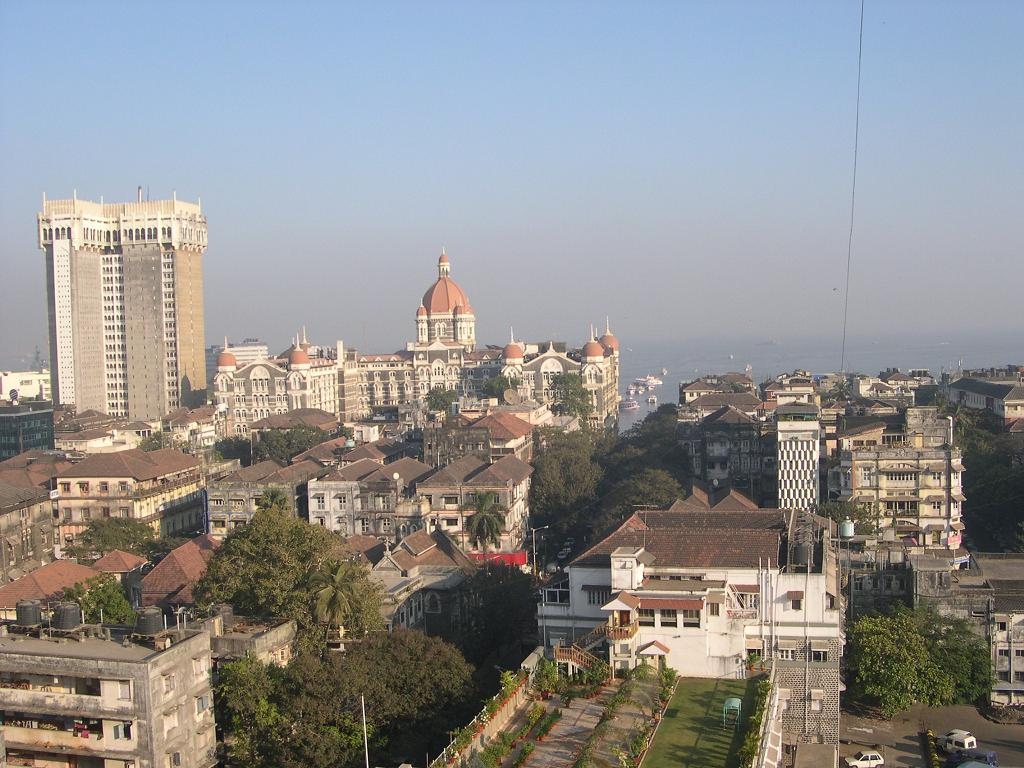
Mumbai, la ciutat més gran del món

| Pos. | Ciutat          | País            | Població   | Àrea (km²) | Densitat de població (Hab./km²) |
| ---- | --------------- | --------------- | ---------- | ---------- | ------------------------------- |
| 1    | Mumbai          | Índia           | 13.922.125 | 603        | 23.088                          |
| 2    | Shanghai        | R.P. de la Xina | 13.481.600 | 1.928      | 6.992                           |
| 3    | Karachi         | Pakistan        | 12.991.000 | 3.527      | 3.683                           |
| 4    | Istanbul        | Turquia         | 11.372.613 | 1.831      | 6.211                           |
| 5    | Delhi           | Índia           | 11.325.124 | 431        | 26.276                          |
| 6    | São Paulo       | Brasil          | 10.990.249 | 1.523      | 7.216                           |
| 7    | Moscou          | Rússia          | 10.452.000 | 1.081      | 9.644                           |
| 8    | Seül            | Corea del Sud   | 10.421.782 | 605,4      | 17.215                          |
| 9    | Pequín          | R.P. de la Xina | 10.123.000 | 1.368,32   | 7.400                           |
| 10   | Ciutat de Mèxic | Mèxic           | 8.836.045  | 1.485      | 5.950                           |

### Les ciutats contínuament poblades
Es mostren a continuació les ciutats més poblades no en quantitat sinó en temps, és a dir, els nuclis urbans que han estat habitats de manera continuada al llarg de la història:
- Damasc: evidències humanes des del 9000 aC, però a l'àrea metropolitana (a la ciutat pròpiament dita des del 2000 aC)
- Jericó: restes humanes des del 9000 aC, amb fortificacions des del 6800 aC, indret abandonat i repoblat periòdicament
- Biblos: habitada des del 7000 aC, a l'antiguitat ja se l'anomenava la ciutat més vella del món
- Atenes: a la regió, humans des del 7000 aC, a la capital des del 5000 aC i documentada del 1400 aC
- Argos (Argòlida): des del 5000 aC poblada de manera ininterrompuda
- Sidó: habitada des del 4000 aC i potser abans
- Delhi: proves des del 3500 aC
- Luxor: poblada de manera continuada des del 3200 aC
- Luoyang: ciutat xinesa més antiga, poblada des del 2070 aC
- Lisboa: des del 1200 aC, la ciutat més antiga de l'àrea occidental
- Barcelona: colònia fundada el 228 aC
- Cholula: primera ciutat del continent americà, fundada el 200 aC

## Àrea metropolitana
El concepte d'Àrea metropolitana o Metròpoli fa referència a un gran centre de poblament, constituït per una gran ciutat central (de vegades, dues o més) i la seva zona adjacent d'influència, constituïda per altres ciutats i/o localitats menors i relativament pròximes. Generalment, les metròpolis formen una única àrea urbana. Actualment, entre les àrees metropolitanes més populoses del món trobem Tòquio, Ciutat de Mèxic, Seül, Nova York i São Paulo.

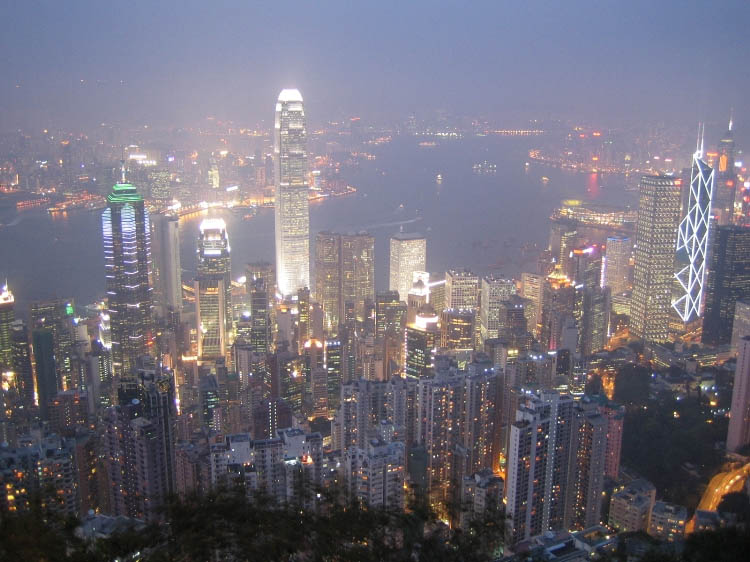
Vista nocturna de Hong Kong, gran metròpoli asiàtica

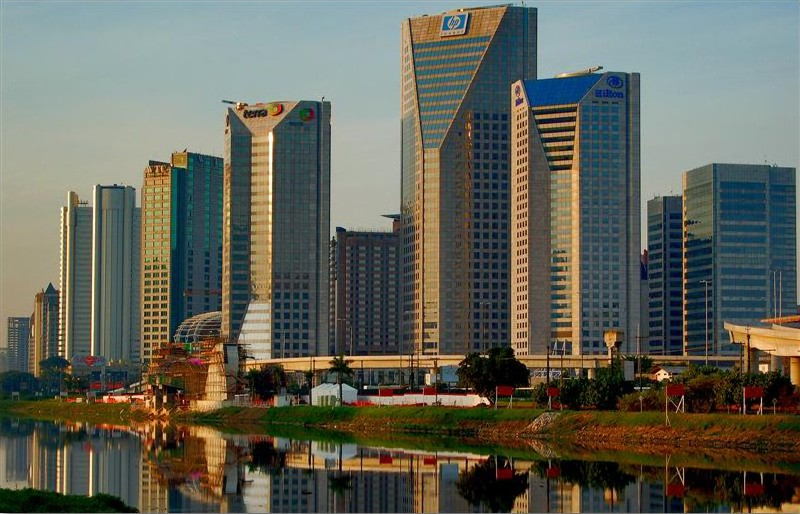
São Paulo, metròpoli sud-americana per excel·lència

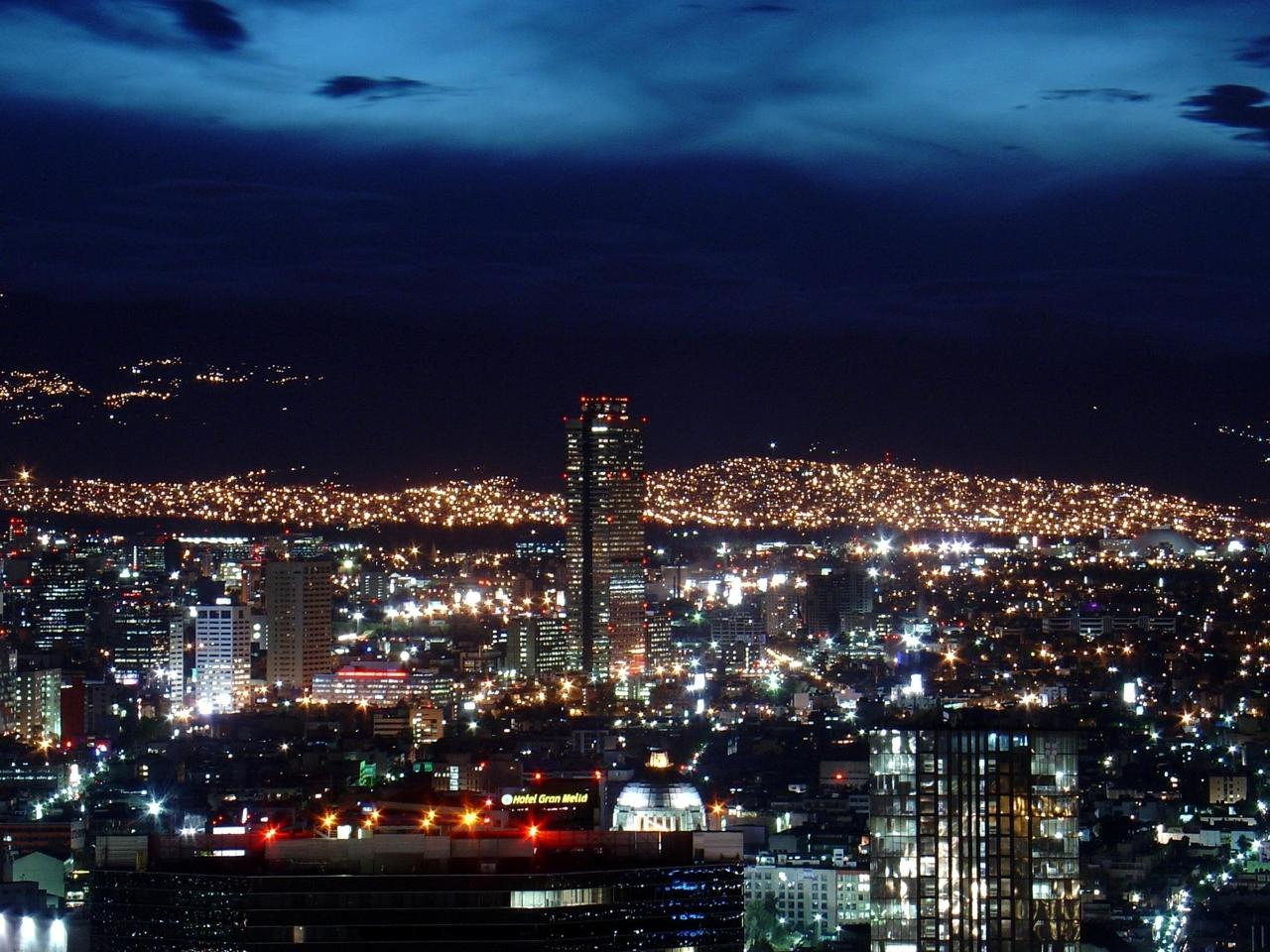
Ciutat de Mèxic, una de les majors metròpolis d'Amèrica

|  |  |  |

## Ciutat global
Una ciutat global, també anomenada ciutat mundial, és un gran centre bancari, comercial, financer, en innovació i en mercat. El terme ciutat global (que no ha de ser confós amb els de megalòpolis o megaciutat) va ser inventat per la sociòloga Saskia Sassen el 1991. Mentre que l'expressió megaciutat fa referència a una gran àrea urbana, una ciutat global és aquella que té un gran poder o influència a escala regional, nacional i internacional. Les ciutats globals, segons Sassen, tenen més característiques semblants entre si que amb altres ciutats del seu mateix país.
La ciutat global és un contenidor on es concentra el poder, les habilitats i els recursos. Com més capacitat té una ciutat per concentrar aquests factors, tant més poderosa és la ciutat, en el sentit que pot influir sobre el que passa al seu voltant i al món. Segons aquests criteris és possible fer una classificació. La classificació divideix les ciutats com ciutats alfa, ciutats beta i ciutats gamma. Les ciutats més influents són: Nova York, Londres, París, Tòquio, Hong Kong, Los Angeles, Singapur i Chicago. Barcelona és l'única ciutat dels Països Catalans de la llista, considerada ciutat beta.

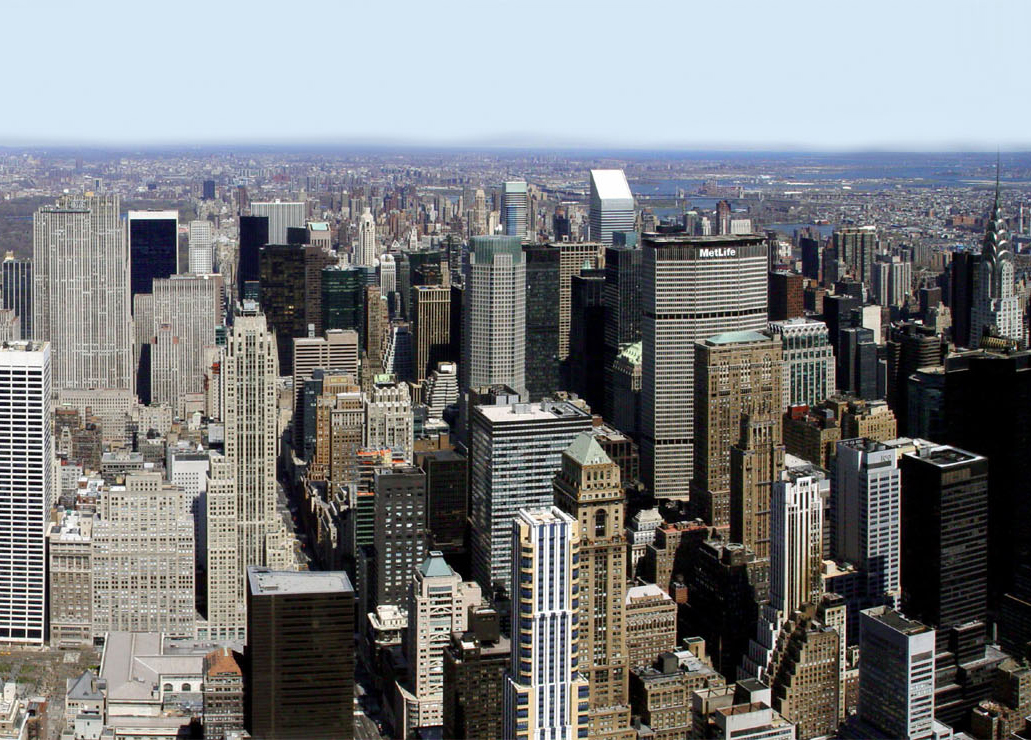
Nova York, la ciutat més influent del món

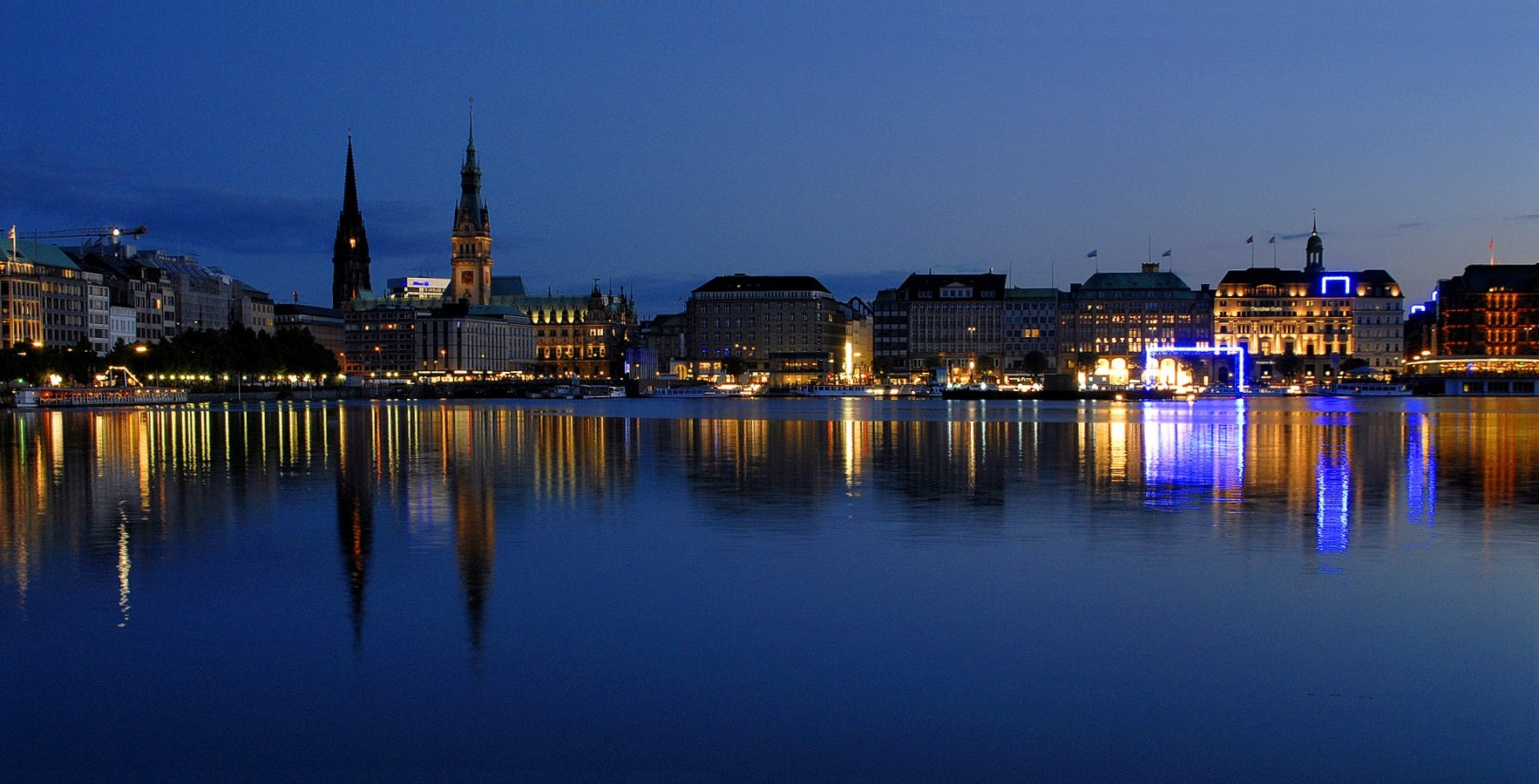
Hamburg, una ciutat beta

|  |  |  |